# Orangeburg (Nueva York)
Orangeburg es un lugar designado por el censo (o aldea) se encuentra ubicado en el condado de Rockland en el estado estadounidense de Nueva York. En el año 2000 tenía una población de 3,388 habitantes y una densidad poblacional de 421.1 personas por km². Orangeburg se encuentra ubicada dentro del pueblo de Orangetown.

## Geografía
Orangeburg se encuentra ubicada en las coordenadas 41°2′41″N 73°57′12″O / 41.04472, -73.95333. Según la Oficina del Censo, la ciudad tiene un área total de 8 km² (3,1 mi²), de la cual 8 km² (3,1 mi²) es tierra y 0 km² (0 mi²) (0%) es agua.

## Demografía
Según la Oficina del Censo en 2000 los ingresos medios por hogar en la localidad eran de $57,000, y los ingresos medios por familia eran $77,679. Los hombres tenían unos ingresos medios de $52,029 frente a los $40,438 para las mujeres. La renta per cápita para la localidad era de $30,097. Alrededor del 5.6% de la población estaban por debajo del umbral de pobreza.